# 노에미
노에미(Noemi, 1982년 1월 25일 ~ )는 이탈리아의 가수이다.